# Oncostemum
Oncostemum é um género botânico pertencente à família Myrsinaceae.

## Espécies
1. ↑  «Oncostemum — World Flora Online». www.worldfloraonline.org. Consultado em 19 de agosto de 2020